# إتش جاي دي غراف
إتش جاي دي غراف (بالهولندية: H. J. de Graaf)‏ هو مؤرخ وأستاذ مدرسة هولندي، ولد في 2 ديسمبر 1899 في روتردام في هولندا، وتوفي في 24 أغسطس 1984.